# Гвоздієвський Сергій Володимирович
Сергі́й Володи́мирович Гвоздіє́вський (нар. 14 квітня 1966 — 30 квітня 2019) — сержант Збройних сил України, учасник російсько-української війни.

## Життєпис
Народився 1966 року в селі Серебринці (Могилів-Подільський район, Вінницька область) у родині колгоспників. Виростав та навчався в Серебринцях; закінчив Мазурівське ПТУ. З 1984-го три роки проходив строкову службу на атомному підводному човні ВМС СРСР. Мешкав у місті Могилів-Подільський; з 1988-го працював рятувальником на човні, згодом перейшов у водолази. Надалі працював водієм на місцевому заводі та приватному підприємстві, з 2008 року — водієм в інспекції Держенергонагляду Північно-Західного регіону.
З січня 2015 до квітня 2016-го проходив службу за мобілізацією як доброволець, від березня 2015 року — у Хмельницькій частині спецпризначення в зоні боїв, зокрема, у Широкиному. Після демобілізації повернувся на роботу в інспекцію, у травні 2018 року підписав контракт на військову службу в 79-й бригаді; сержант, водій.
29 квітня 2019-го під час доставки води на позиції поблизу села Павлопіль на Маріупольському напрямі внаслідок підриву на міні вантажного автомобіля зазнав важких поранень ніг та 70 % опіків тіла. Був терміново евакуйований військовим гелікоптером у місто Дніпро до спеціалізованого лікувального закладу, одначе поранення виявились несумісні з життям. Помер 30 квітня дня в опіковому центрі Дніпра.
3 травня 2019 року із Сергієм прощалися у районному центрі, похований на кладовищі села Немія.
Без Сергія лишились дружина, донька та двоє онуків.

## Нагороди та вшанування

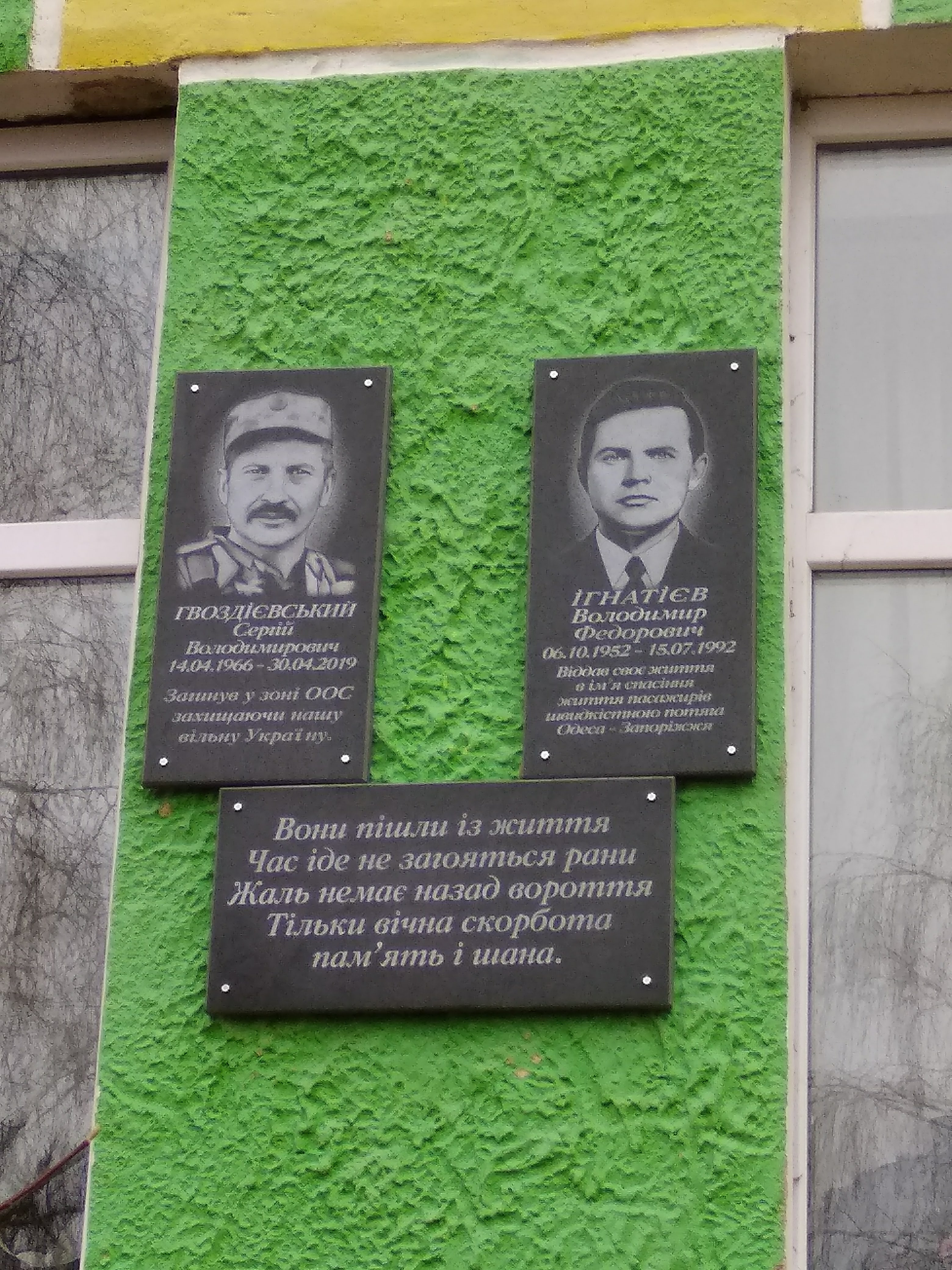
Меморіальна дошка на Серебринецькій ЗОШ

- Указом Президента України № 469/2019 від 27 червня 2019 року за «особисту мужність і самовіддані дії, виявлені у захисті державного суверенітету та територіальної цілісності України» — нагороджений орденом «За мужність» III ступеня (посмертно)[3]
- На Серебринецькій ЗОШ встановлено меморіальну дошку.